# Monodora minor
Monodora minor är en kirimojaväxtart som beskrevs av Adolf Engler och Friedrich Ludwig Diels. Monodora minor ingår i släktet Monodora och familjen kirimojaväxter. IUCN kategoriserar arten globalt som nära hotad. Inga underarter finns listade i Catalogue of Life.